# Lesley Hunt
Lesley Hunt (Perth, 29 maggio 1950) è un'ex tennista australiana.

## Carriera
In carriera ha conquistato un titolo di doppio in coppia con la statunitense Sharon Walsh al WTA Christchurch nel 1978. Nel 1971 raggiunge la finale di doppio agli Australian Open in coppia con la connazionale Joy Emerson, perdendo 6-0, 6-0 da Evonne Goolagong Cawley e Margaret Court.
In Fed Cup ha giocato e vinto due match con la squadra australiana, una di queste durante la finale del 1970 vinta contro l'Inghilterra.

## Statistiche

### Doppio

#### Vittorie (1)
| Numero | Anno | Torneo                         | Superficie | Compagna     | Avversarie in finale           | Punteggio |
| 1.     | 1978 | WTA Christchurch, Christchurch | Erba       | Sharon Walsh | Katja Ebbinghaus Sylvia Hanika | 6-1, 7-5  |